# Bolaño cercano
Bolaño cercano es un documental español, dirigido por el director neerlandés residente en España, Erik Haasnoot, acerca de los últimos años del escritor chileno Roberto Bolaño. Estrenado el 30 de abril de 2008, se distribuye como DVD junto con el libro de ensayos sobre el escritor, titulado Bolaño salvaje.
El documental se sitúa en Blanes, Barcelona y México, D. F., y en él aparecen testimonios de Carolina López, viuda de Bolaño, de sus hijos en común Alexandra y Lautaro, y de los amigos escritores del autor, A. G. Porta, Enrique Vila-Matas, Rodrigo Fresán y Juan Villoro.
En los últimos minutos del documental, Enrique Vila-Matas lee un poema inédito escrito por Bolaño y titulado «Poema para EVM», presumiblemente dedicado a él mismo, encontrado tras su muerte en uno de sus cuadernos sobre su escritorio de trabajo, y por lo tanto seguramente escrito durante sus últimos meses de vida.